# Возвращение Максима
«Возвращение Максима» — советский художественный фильм, поставленный на киностудии «Ленфильм» в 1937 году режиссёрами Григорием Козинцевым и Леонидом Траубергом.

## Сюжет
Из пролога становится известным, что герой первого фильма трилогии Максим (Чирков) становится опытным революционером. Он дважды арестован, дважды бежит из-под стражи.
Действие фильма начинается в 1914 году. В вестибюле здания, где заседает Государственная дума Российской империи IV созыва, ведут диалоги депутаты — представители самых различных социальных слоёв, большинство из которых несёт откровенно сатирическую окраску. Выгодно отличается от окружающих представитель большевистского крыла социал-демократов — Тураев (Кузнецов). Он встречается с партийным курьером Наташей (Кибардина), работающей под конспиративным именем товарищ Елена, и отправляется с ней для агитации в пролетарский район Петербурга.
Большевик Максим (теперь известный как «товарищ Фёдор») проводит заседание стачечного комитета, замаскированное под дружескую вечеринку в трактире. Принципиально и жёстко он отвергает все попытки меньшевиков (Меркурьев и Бонди) ослабить накал требований бастующих рабочих. В ходе дискуссии выясняется, что военный заказ, ради срыва которого и начата забастовка, тайно передан на другой завод. Куда — знают хозяева предприятия и конторщик Платон Дымба (Жаров) — пьяница, дебошир и «король петербургского бильярда». Войдя к нему в доверие, Максим узнаёт, что заказ размещён на Северном заводе. Большевики организуют стачку и на этом предприятии, а спустя несколько дней выводят на улицу весь петербургский пролетариат. Рабочие строят баррикады и вступают в вооружённое противостояние с властью, но отряды жандармов к концу июля 1914 года подавляют сопротивление. Дымба из мести нападает на Максима и пытается его убить.
1 августа 1914 года Россия вступает в Первую мировую войну. Партия отправляет Максима рядовым в действующую армию, где он разворачивает политическую агитацию.

## В ролях
- Борис Чирков — Максим Иванович Лисицын — профессиональный революционер, большевик, он же товарищ Фёдор
- Валентина Кибардина — Наташа Артемьева — редактор газеты «Правда», она же товарищ Елена
- Степан Каюков — Дёма
- Анатолий Кузнецов — депутат Госдумы Тураев
- Михаил Жаров — конторщик Невского завода Платон Васильевич Дымба, черносотенец
- Василий Ванин — большевик Николай
- Алексей Бонди — меньшевик
- Василий Меркурьев — студент-меньшевик
- Юрий Толубеев — штрейкбрехер-железнодорожник
- Александр Зражевский — Василий Кузьмич Ерофеев, старый токарь Северного завода
- Александр Чистяков — Мищенко, рабочий-литейщик Северного завода
- Николай Крючков — солдат в «теплушке» (в титрах не указан)
- Мария Яроцкая — жена Никадима, стирает бельё на мостках в реке (в титрах не указана)
- Георгий Орлов — депутат Госдумы Марков Второй
- Георгий Кранерт — депутат Госдумы Пуришкевич
- Владимир Сладкопевцев — метранпаж

## Съёмочная группа
- Сценарий — Григория Козинцева, Льва Славина, Леонида Трауберга
- Режиссёры — Григорий Козинцев, Леонид Трауберг
- Композитор — Дмитрий Шостакович
- Оператор — Андрей Москвин
- Художник — Евгений Еней
- Звукооператоры — Илья Волк, Борис Хуторянский (в титрах указан как — Г. Хуторянский)
- Ассистенты — Надежда Кошеверова, Илья Фрэз, Сухобоков Владимир, М. Герлтовский, А. Гурвич

### Восстановленная версия
Фильм восстановлен на киностудии «Мосфильм» в 1965 году

Режиссёр — Константин Полонский

Звукооператоры — Леонид Воскальчук

Оператор — Владимир Яковлев

## Отзывы
Одной из наиболее известных и ярких сцен фильма является эпизод партии на бильярде главного героя с Платоном Дымбой.

В «Возвращении Максима» коронным аттракционом и «гвоздём» становился бильярдный турнир в трактире, где Максим загонял под стол самого «короля санкт-петербургского бильярда» — конторщика и соглядатая Платона Дымбу — блистательного Михаила Жарова (на самом деле турнир был нужен, чтобы выведать у Дымбы, на какой завод передали военный заказ, — задание партии).— Нея Зоркая «Трилогия о Максиме…»

В фильме <…> «Возвращение Максима» была использована классическая сцена игры на бильярде, в которой были заняты Борис Чирков, наш «положительный» герой, пролетарий и анархист Платон Дымба, которого играл наш замечательный артист Михаил Жаров. Кстати, во всех эпизодах игры на бильярде их удары «исполнял» известный питерский игрок Жорж Гаев. Но тогда я этого не знал. Для меня это был своего рода бильярдный спектакль, своего рода аттракцион. Я <…> до сих пор остаюсь под впечатлением столь великолепной игры актеров.— Эльдар Рязанов

## Дополнительная информация
- Изначально в роли Дымбы снимался другой актёр, причём работа над ролью была практически завершена. Однако Трауберг и Козинцев видели в этом воплощении только абсолютного классового врага, без намёка на обаяние. Исчезал конфликт: бороться с таким персонажем Максиму было бы не интересно. Режиссёры обратились к Михаилу Жарову (занятого в это время в картине «Пётр Первый») с предложением переснять этот эпизод с его участием[3]:

В Жарове <…> заговорил профессионал. Он знал, каким мог бы сделать Дымбу: нужен хороший костюм, галстук, прямой пробор в темных, густо намазанных бриллиантином волосах. Козинцев, подхватив Жарова под руку, потащил его по студийному коридору в сторону своего павильона: «Мы специально не разбирали декорации трактира… Давайте прямо вот так — сразу — попробуем сыграть пару сцен, да?»… Сцена была отснята на одном дыхании и тут же был назначен просмотр, после которого Жаров понял, что попался. Теперь он уже не мог отказаться от Дымбы — этого вульгарного, смешного, обаятельного малого, который смотрел на него с экрана. Он хохотал, глядя на его ужимки и прыжки, и уже хотел дать ему жизнь. <…> Жаров, безусловно, был убедителен в исполнении Платона Дымбы — бильярдиста и хулигана, но при этом столь обаятелен, что зрители забывали о том, что его персонаж отрицательный.
- Образ депутата Тураева был создан с реального члена государственной думы Российской империи IV созыва от социал-демократов Алексея Бадаева[4].

## Награды
Следующие создатели трилогии о Максиме удостоены Сталинской премии первой степени: Г. Козинцев, Л. Трауберг, Б. Чирков (1941 год).

## Издание на видео
С начала 1990-х годов фильм выпущен на видеокассетах кинообъединением «Крупный план». Также в 1990-е фильм выпущен на кассетах студией «48 часов», «Восток В», С 2000 года — «Ленфильм Видео» и «Мастер Тэйп».
30 марта 2005 года фильм выпущен студией «Союз Видео» на DVD. Также фильм выпущен дистрибьюторами «Мастер Тэйп», «Восток В», «Клуб».